# 1004 a.C.
Pelos cálculos de James Ussher, este ano corresponde ao ano 3000 desde a criação do Mundo.

## Eventos
- Sexta-feira, 30 de Outubro (oitavo dia do sétimo mês pelo calendário judaico) – Primeiro dos sete dias da dedicação do templo de Salomão.[1]
- Sábado, 1 de Novembro – Ao som de trombetas o nono jubileu é proclamado.[1]
- Sexta-feira, 6 de Novembro – Início da festa dos tabernáculos.[1]
- Sexta-feira, 13 de Novembro – Último dia da festa dos tabernáculos.[1]
- Eulmaš-šakin-šumi, rei da Babilônia.[2]